# Ubuntu (шрифт)
Ubuntu — шрифт без зарубок на базі OpenType, що був розроблений лондонською шрифтовою компанією Dalton Maag у модерному гуманістичному стилі. Фінансування здійснювала Canonical Ltd від імені Руху за вільне програмне забезпечення для операційної системи Ubuntu. Шрифт був гінтований вручну для мобільних та моніторів комп'ютерів. Розроблявся 9 місяців і був опублікований у вересні 2010 року. Ubuntu підтримує більшість мов і розповсюджується під копілефт ліцензією, тому шрифт постійно покращується.